# Flughafen Mexiko-Stadt

i8
i11
i13

Flughafendiagramm

Der Internationale Flughafen von Mexiko-Stadt (spanisch Aeropuerto Internacional de la Ciudad de México, AICM, IATA-Code: MEX, ICAO-Code: MMMX) ist ein internationaler Verkehrsflughafen in Mexikos Landeshauptstadt Mexiko-Stadt. Der Flughafen ist nach einem der wichtigsten ehemaligen Präsidenten Mexikos, Benito Juárez, benannt und ist Mexikos Verkehrsknotenpunkt für nationale und internationale Flüge.
Der Flughafen ist der bedeutendste nach Flugbewegungen und Frachtumsatz in Lateinamerika und zählt weltweit zu den Top-30. In Bezug auf den Passagierdurchsatz belegt er weltweit Platz 42. Er ist Heimatflughafen und Drehkreuz der Aeromexico.

## Baumaßnahmen und Pläne
Der Flughafen leidet unter der räumlichen Enge seiner relativ kleinen Fläche, wegen der fast totalen Umbauung mit Wohnquartieren ist nur nach Osten eine Erweiterung begrenzt möglich. Erschwerend kommt hinzu, dass die Parallel-Landebahnen zu eng beieinander liegen, um sie unabhängig voneinander zu betreiben.
Pläne, einen zweiten, zusätzlichen Flughafen in Texcoco (Bundesstaat México) oder Tizayuca (Bundesstaat Hidalgo) zu bauen, wurden von der Regierung zwischen 2001 und 2002 beschlossen, jedoch später wieder verworfen, da ortsansässige Bauern nicht mit der Abfindung zufrieden waren, die sie für ihr Land erhalten hätten.
Deshalb fanden im Jahr 2006 ausführliche Umbauarbeiten am Flughafen statt. Diese schlossen neue Wartehallen in Terminal 1 und 1-E sowie den Bau von Terminal 2 und 3 ein. Die Baumaßnahmen zielten darauf ab, zukünftig 16 Millionen zusätzliche Passagiere zu den jährlich bereits abgefertigten 25 Millionen zu befördern.
Mit der Eröffnung von Terminal 2 am 15. Januar 2008 wurde der AICM der erste lateinamerikanische Flughafen, auf dem der Airbus A380 abgefertigt werden kann. Im zweiten Terminal ist ausschließlich Aeroméxico mit ihren SkyTeam Partnern zu finden. KLM und Air France folgen, sobald das neue Frachtzentrum in der Nähe des Terminals 2 eröffnet. Air France und Lufthansa haben den Airbus A380 für die Route nach Mexiko-Stadt evaluiert, jedoch aufgrund mangelnder Fluggastbrücken und zu kleiner Wartesäle im Terminal 1 verworfen. Nach umfänglichen Baumaßnahmen an den Start- und Landebahnen sowie am Terminal ist Air France seit dem 12. Januar 2016 die erste Fluggesellschaft, welche Flüge mit dem Airbus A380 nach Mexiko-Stadt durchführt.
Am 2. September 2014 kündigte der damalige Präsident Enrique Peña Nieto an, dass Mexiko-Stadt einen neuen Flughafen in Texcoco bekommen sollte. Der Flughafen sollte über sechs Start- und Landebahnen verfügen und eine Kapazität von 120 Millionen Passagiere pro Jahr haben. Architekt des Flughafenterminals sollte Norman Foster werden, der u. a. bereits Flughäfen für Peking und Hongkong plante. Dieser neue Flughafen sollte Nuevo Aeropuerto Internacional de la Ciudad de México (NAICM) heißen und befand sich ab September 2015 im Bau. Das Flughafengelände lag außerhalb des Hauptstadtdistrikts in Texcoco im Bundesstaat Estado de México (ca. 20 km nordöstlich des Stadtzentrums von Mexiko-Stadt). 
Der nachfolgende Präsident Andrés Manuel López Obrador, der den Weiterbau ablehnte, ließ vom 25. bis zum 28. Oktober 2018 durch die Nichtregierungsorganisation „Fundacíon Arturo Rosenbleuth“ in 538 der 2.463 Municipios Mexikos eine Volksbefragung durchführen. Daran nahm landesweit etwa 1 % der Abstimmungsberechtigten teil. In Mexiko-Stadt lag die Beteiligung bei 3,1 %. Die Mehrheit der Teilnehmer votierte gegen den Weiterbau des neuen Flughafens und für die Modernisierung des bestehenden sowie den Ausbau zweier Flughäfen im Umland. Die Volksbefragung war nicht bindend, da sie nicht die Normen für eine Volksabstimmung erfüllte.
Der Bau des neuen Flughafens wurde am 30. Oktober 2018 abgebrochen, stattdessen wurde der Militärflugplatz Santa Lucia zum Flughafen Felipe Ángeles (AIFA) ausgebaut. Im Gegensatz zum ursprünglich geplanten neuen Flughafen soll dieser den bestehenden Flughafen ergänzen, aber nicht ersetzen. Die Ruine des gestoppten Baus soll zu einem Park werden.
Im Januar 2023 wurde von der mexikanischen Regierung ein Dekret erlassen, dass alle Frachtfluggesellschaften ihre Tätigkeiten zu anderen Flughäfen verlagern müssen. Der Flughafen soll wegen Überlastung ausschließlich für Passagierverkehr genutzt werden. Die Regelung trat am 7. Juni 2023 in Kraft.

## Fluggesellschaften und Ziele
Der Flughafen ist Heimatflughafen und Drehkreuz der Aeromexico.
Im Jahr 2023 bietet einzig Lufthansa tägliche Direktflüge von Deutschland (Frankfurt) nach Mexiko-Stadt an. Ab Juni 2023 wird zudem die Strecke München-Mexiko Stadt von der Lufthansa wieder aufgenommen.

## Zwischenfälle
- Am 25. Juni 1946 verunglückte eine Douglas DC-4 der Mexicana de Aviación (Luftfahrzeugkennzeichen XA-FOW) in der Nähe des Flughafens Mexiko-Stadt, nachdem im Flug ein Feuer ausgebrochen war. Alle 47 Insassen, fünf Besatzungsmitglieder und 42 Passagiere, überlebten den Unfall. Das Flugzeug wurde irreparabel beschädigt.[15]

- Am 28. Juli 1946 entzündete sich an einer Douglas DC-3A-228E der Mexicana de Aviación (XA-DEE) auf dem Flughafen Mexiko-Stadt bei Arbeiten am Treibstoffsystem das Flugbenzin, woraufhin durch das sich ausbreitende Feuer der Flugzeugrumpf zerstört wurde. Personen kamen nicht zu Schaden.[16]

- Am 23. April 1948 hob eine Curtiss C-46 Commando der israelischen Luftstreitkräfte (RX-...) beim Start vom Flughafen Mexiko-Stadt  nicht ab und ging zu Bruch. Die Maschine war wegen eines US-Embargos auf einem heimlichen Überführungsflug von den USA nach Israel, zusammen mit vier weiteren C-46. Beide Piloten, die einzigen Insassen, kamen ums Leben.[17]

- Am 26. September 1949 wurde eine Douglas DC-3A der Mexicana de Aviación (XA-DUH) in den Vulkan Popocatépetl (Mexiko) geflogen, 63 Kilometer südöstlich des Ziels Flughafen Mexiko-Stadt. Bei diesem CFIT (Controlled flight into terrain) wurden alle 24 Insassen getötet, drei Besatzungsmitglieder und 21 Passagiere.[18]

- Am 1. September 1951 landete eine von Los Angeles kommende Douglas DC-6 der Mexicana de Aviación (XA-JOR) während des Anflugs auf den Flughafen Mexiko-Stadt in einem fast trockengelegten See. Alle vier Crewmitglieder und 38 Passagiere überlebten die Bruchlandung. Das Flugzeug war nicht mehr zu reparieren.[19]

- Am 28. September 1960 wurde eine Douglas DC-3/C-53-DO der Mexicana de Aviación (XA-HUS) bei dichtem Nebel in der Nähe von Juchitepec (Mexiko) gegen einen Berg geflogen, 41 Kilometer südsüdöstlich des Ziels, dem Flughafen Mexiko-Stadt. Durch diesen CFIT (Controlled flight into terrain) wurden 8 der 18 Insassen getötet, alle drei Besatzungsmitglieder und 5 Passagiere.[20]

- Am 21. September 1969 schlug eine Boeing 727-64 der Mexicana (XA-SEJ) 1500 Meter vor der Landebahn am Flughafen Mexiko-Stadt auf, sprang wieder hoch und kollidierte mit einem Eisenbahndamm. Das Flugzeug war in korrekter Landekonfiguration. Die Ursache konnte nicht geklärt werden, da der Flugdatenschreiber seit Tagen nicht funktionierte und der Stimmenrekorder ohnehin ausgebaut war. Von den 118 Insassen kamen 27 ums Leben (siehe auch Mexicana-Flug 801).[21]

- Am 16. August 1976 landete eine Boeing 720-047B der kolumbianischen Avianca (HK-723) auf dem Flughafen Mexiko-Stadt während des Durchzugs einer Böenwalze. Die Maschine hob wieder ab; es kam zum Strömungsabriss und zum Aufschlag auf dem Bugfahrwerk. Alle 127 Insassen überlebten den Totalschaden.[22]

- Am 9. September 1978 verunglückte eine de Havilland Canada DHC-6 Twin Otter-100 der mexikanischen Lineas Aéreas del Centro (XA-BOP) in bergigem Gelände 65 Kilometer westlich des Abflugorts Mexiko-Stadt. Von den 21 Insassen kamen 18 ums Leben, ein Besatzungsmitglied und 17 Passagiere.[23]

- Am 31. Oktober 1979 setzte eine McDonnell Douglas DC-10-10 der US-amerikanischen Western Airlines (N903WA) bei dichten Nebel auf einer gesperrten Landebahn des Flughafens Mexiko-Stadt auf. Beim Versuch durchzustarten kollidierte die Maschine mit einem Baufahrzeug. Das Flugzeug brach daraufhin nach rechts aus und stürzte in ein Gebäude. Von den 88 Insassen kamen 72 ums Leben. Zudem wurde eine weitere Person am Boden getötet (siehe auch Western-Airlines-Flug 2605).[24]

- Am 11. Mai 1983 brannte eine Convair CV-880 der US-amerikanischen Groth Air (N880SR) auf dem Flughafen Mexiko-Stadt aus. Über Personenschäden liegen keine Informationen vor.[25]

- Am 31. März 1986 ereignete sich der bisher schwerste Unfall in Mexiko mit einer Boeing 727. Eine auf dem Flughafen Mexiko-Stadt gestartete Boeing 727-264 der Mexicana (XA-MEM) stürzte auf dem Flug nach Puerto Vallarta aus knapp 10.000 Metern Höhe außer Kontrolle in die Berge bei Las Mesas, nachdem ein überhitzter, mit Luft statt Stickstoff gefüllter Reifen mitten im Flug platzte und so ein Feuer, einen Ausfall der Hydraulik und andere Schäden hervorgerufen hatte. Auslöser waren Wartungsfehler am Fahrwerk. Alle 167 Insassen starben (siehe auch Mexicana-Flug 940).[26]

- Am 30. Juli 1987 startete eine mit Pferden für Miami beladene Boeing C-97G Stratofreighter der Belize Air International, registriert in der Dominikanischen Republik (HI-481), in überladenem Zustand vom Flughafen Mexiko-Stadt. Im Steigflug rutschte Ladung nach hinten, woraufhin das Flugzeug mit höher gelegenem Gelände kollidierte und schließlich auf eine Landstraße stürzte. Von den 12 Insassen kamen 5 ums Leben, ein Besatzungsmitglied und 4 Passagiere. Außerdem wurden 44 Menschen auf der vielbefahrenen Landstraße von Mexico City nach Toluca getötet (siehe auch Flugunfall einer Boeing C-97 Stratofreighter in Mexiko-Stadt).[27]

- Am 27. Juli 1992 wurde eine Vickers Viscount 798D der mexikanischen Aero Eslava (XA-SCM) auf einem Überführungsflug 30 Kilometer östlich des Zielflughafens Mexiko-Stadt in den Berg Cerro Xocotlihuipa geflogen. Die Piloten hatten eine Freigabe für einen Sinkflug auf Flugfläche 120 (3660 Meter) erhalten, setzten den Sinkflug jedoch weiter fort, bis sie in 10.130 Fuß (3.080 Meter) mit dem Berg kollidierten. Der sogenannte Erste Offizier hatte keine Lizenz zum Fliegen einer Viscount. Durch diesen CFIT (Controlled flight into terrain) wurden alle 4 Menschen an Bord getötet, der Kapitän, der rechts im Cockpit sitzende Mann sowie die beiden als Passagier reisenden Flugbegleiterinnen.[28]